# Xenocatantops acanthraus
Xenocatantops acanthraus är en insektsart som beskrevs av Zheng, Z., K. Li och Q. Wang 2004. Xenocatantops acanthraus ingår i släktet Xenocatantops och familjen gräshoppor. Inga underarter finns listade i Catalogue of Life.